# Арбутов, Виталий Георгиевич
Вита́лий Гео́ргиевич А́рбутов (1934—?) — советский футболист, нападающий. Выступал за московское «Торпедо» и «Беларусь». Мастер спорта СССР (1957).

## Биография
Начинал карьеру в «Торпедо». В сезоне 1954 числился в заявке, но на поле не выходил. В своём втором сезоне сыграл 12 матчей, забив 2 гола. По окончании первенства попал в список 33 лучших футболистов сезона под № 3. Всего за 5 лет Виталий сыграл за «автозаводцев» 70 матчей и забил 9 мячей. Также в 1958 году стал финалистом Кубка СССР. В финале «чёрно-белые» в дополнительное время уступили «Спартаку».
В 1960 году ушёл в футбольный клуб «Беларусь», где провёл 3 сезона. Сыграл 39 матчей, забив 3 гола, все в сезоне 1960.
Состоял в ВЛКСМ.

## Достижения
- В списке 33 лучших футболистов сезона в СССР: № 3 (1955)